# ガールス・オー!ガールス
『ガールス・オー!ガールス』は宝塚歌劇団の作品。

## 花組 宝塚大劇場公演
形式名は「グランド・ショー」。20場。
公演期間は1969年1月1日から1月30日まで。
併演は『風の砦』。

### スタッフ
- 作・演出：横澤秀雄
- 作曲・編曲：高井良純、中元清純、吉崎憲治
- 音楽指揮：溝口尭
- 振付：岡正躬、佐々木和男、喜多弘、朱里みさを
- 装置：石浜日出雄
- 衣装：静間潮太郎
- 照明：今井直次
- 小道具：上田特市
- 効果：村上茂
- 録音：松永浩志
- 演出助手：岡田敬二、太田哲則
- 製作：宮一郎

### 主な出演
- 歌う男：麻鳥千穂、甲にしき、薫邦子、麻月鞠緒、郷ちぐさ、瀬戸内美八
- 歌う女：近衛真理、近衛杏、那賀みつる
- 踊る女：美国亜耶、三井魔乎